# Lulińce (obwód tarnopolski)
Lulińce (ukr. Люлинці) – wieś na Ukrainie, w obwodzie tarnopolskim, w rejonie krzemienieckim.
Za II RP Lulińce stanowiły jedną z 20 gromad w gminie Białozórka w powiecie krzemienieckim w województwie wołyńskim.